# Estany Xic de Colomina
L'Estany Xic de Colomina és un llac d'origen glacial que es troba a 2.428 m, a la capçalera de la vall Fosca, al Pallars Jussà, al nord-est del poble de Cabdella, en el terme municipal de la Torre de Cabdella. La seva conca està formada per les Pales de Colomina al nord-est, els Feixans del Prat al nord i la Portella al sud.

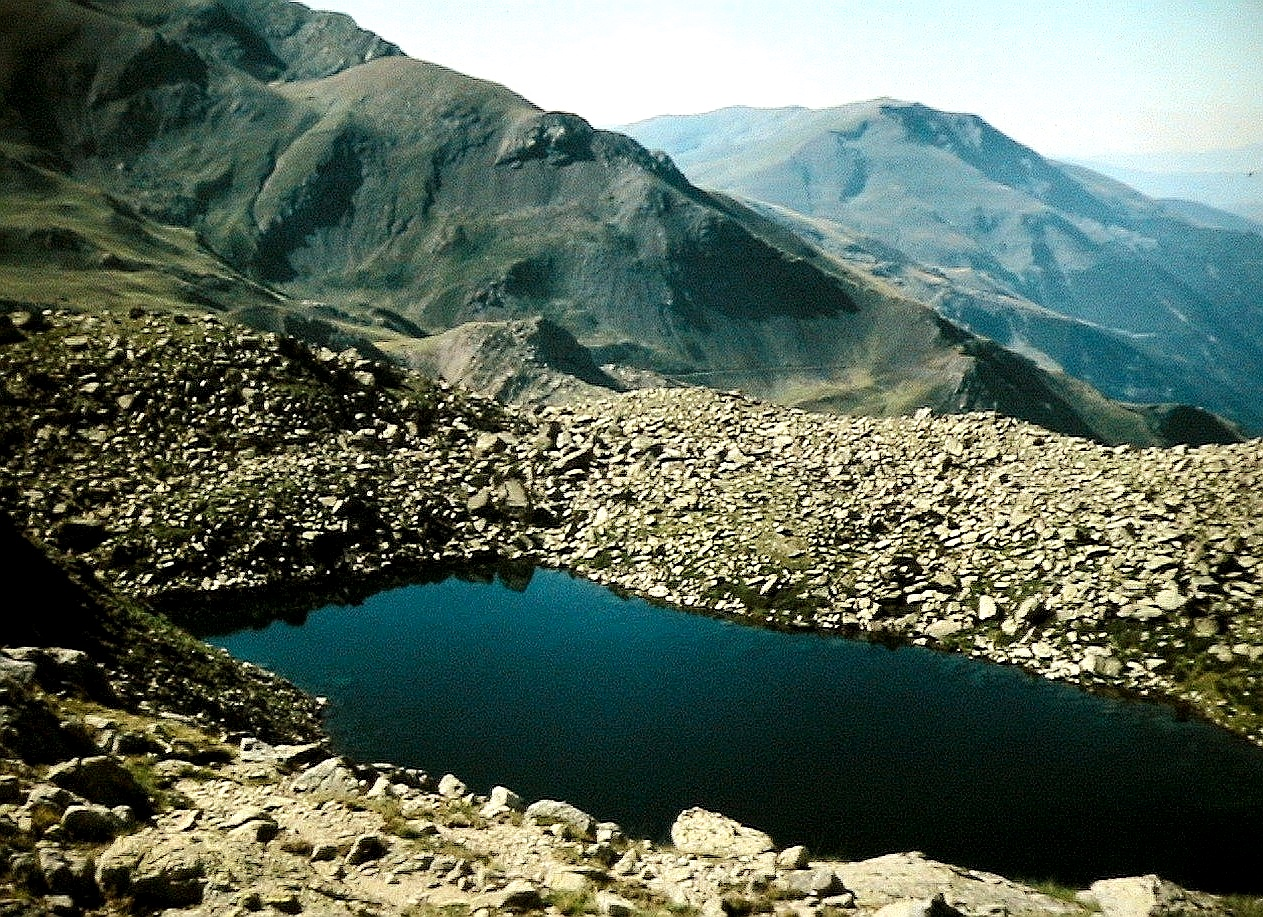
Una morrena de blocs granítics reté les aigües de l'Estany Xic de Colomina. Any 1984

Pertany al grup de vint-i-sis llacs d'origen glacial de la capçalera del Flamisell, interconnectats subterràniament i per superfície entre ells i amb l'Estany Gento com a regulador del sistema. Rep les aigües directament de la muntanya i les transmet a l'Estany de Colomina.